# اکسی‌تترافلورید تنگستن (VI)
اکسی‌تترافلورید تنگستن(VI) (به انگلیسی: Tungsten(VI) oxytetrafluoride) با فرمول شیمیایی WOF۴ یک ترکیب شیمیایی است. که جرم مولی آن 275.83 g/mol می‌باشد. شکل ظاهری این ترکیب، بلورهای سفید است.